# Abel Chevalley

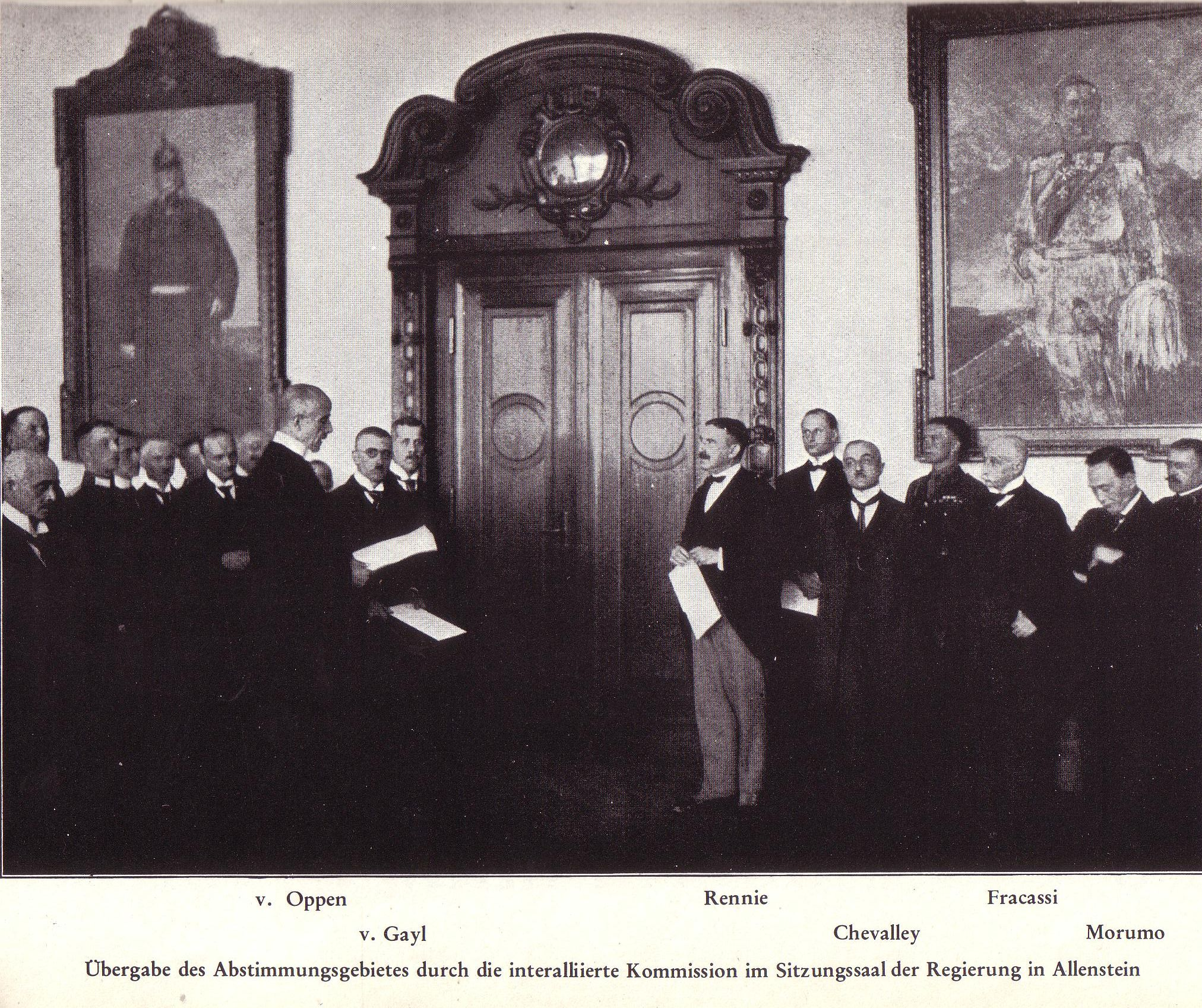
Übergabe des Abstimmungsgebietes Allenstein

Abel Chevalley (* 1868; † 1933) war ein französischer Diplomat.

## Leben
1905 bis 1910 diente er als Generalkonsul in Pretoria, Südafrika. 1920 war er der französische Repräsentant in der dem Völkerbund unterstehenden interalliierten Abstimmungskommission (französisch Commission Interalliée d'Administration et de Plébiscite d'Allenstein) für das Abstimmungsgebiet Allenstein in der preußischen Provinz Ostpreußen. Im Anschluss war er von 1920 bis 1921 Hoher Kommissar in Georgien.
Chevalley und seine Ehefrau Marguerite (1880–1979), geborene Sabatier und Tochter des französisch-reformierten Theologen Louis Auguste Sabatier, waren Autoren des Concise Oxford French Dictionary.
Claude Chevalley, ein Mathematiker, war der einzige Sohn von Abel und Marguerite Chevalley. 